# 2022년 프랑스 대통령 선거

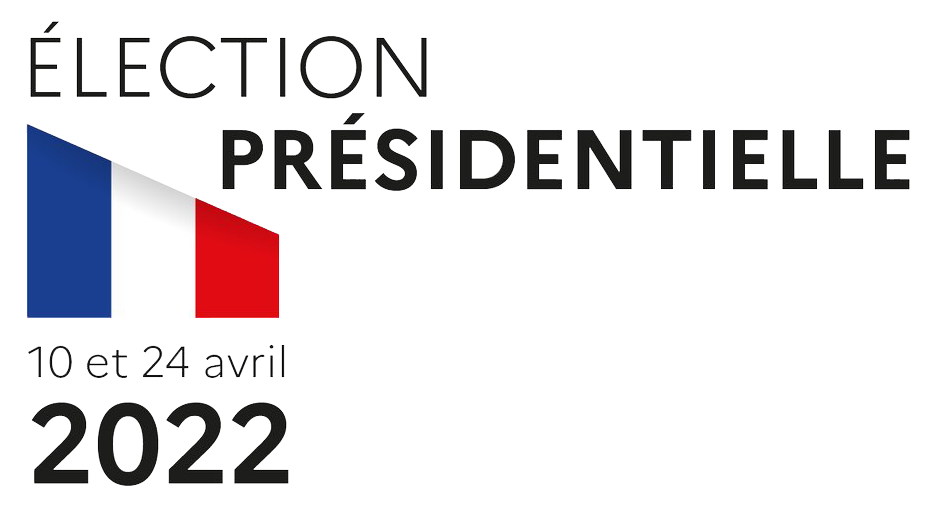
2022년 프랑스 대통령 선거 슬로건

2022년 프랑스 대통령 선거는 프랑스의 대통령 선출을 위해 실시한 선거이다. 선거 결과 에마뉘엘 마크롱 대통령이 재선하였다.
4월 10일 1차 투표에서 과반수를 득표한 후보가 나오지 않았고, 27.85%를 득표한 에마뉘엘 마크롱 후보와 23.15%를 득표한 마린 르 펜 후보의 결선 투표가 결정되었다.
4월 24일 결선 투표 결과 마크롱 대통령은 약 58.54% 득표율을 기록, 41.46%를 얻은 마린 르 펜에 17.08%p를 앞서며 당선되었다.
마크롱 대통령(전진하는 공화국!)은 2017년 대선에 이어 또 다시 마린 르 펜(국민전선)을 꺾고 재선하였다. 프랑스 대통령의 재선은 2002년 대선에서 재선·연임한 자크 시라크 대통령 이후 20년 만이다.

## 같이 보기
- 2022년 프랑스 총선